# 旭冈站
旭岡站（日语：／ Asahioka eki */?）曾經是一個位於北海道（膽振支廳）勇拂郡鵡川町字旭岡的日本國有鐵道（國鐵）富內線鐵路車站（廢站）。電報略號為アオ。伴隨富內線廢線於1986年（昭和61年）11月1日廢站。